# Sterni efekt
Sterni efekti nastaju usled činjenice da svaki atom unutar molekula zauzima određeni prostor. Ako su atomi previše blizu, dolazi do repulzije usled preklapanja njihovih elektronskih oblaka (Paulijeva ili Bornova repulzija), i to može da ima uticaja na oblik molekula (konformacija) i reaktivnost.

## Tipovi sternih efekata
Sterno ometanje ili sterni otpor se javlja kad veličina grupa unutar molekula sprečava hemijsku reakciju koja je odvija sa srodnim manjim molekulima. Mada je sterno ometanje u nekim slučajevima problem, ono može takođe da bude veoma korisno, i hemičari ga često koriste da bi promenuli mod reaktivnosti molekula putem sprečavanja neželjenih sporednih reakcija (sterna zaštita). Sterno ometanje između susednih grupa može takođe da ograniči torzione uglove veza. Međutim, smatra se da je hiperkonjugacija moguće objašnjenje za stepeničastu konformaciju etana zato što je sterno ometanje malih vodonikovih atom suviše malo..
Sterno privlačenje se javlja kad molekuli imaju oblike ili geometrije koje su optimizovane za međusobnu interakciju. U tim slučajevima molekuli reaguju jedan s drugim najčešće na specifične načine.
Ukrštanje lanca — Randomna zavojnica ne može da pređe iz jedne konformacije u blisko srodni oblik putem malog premeštanja ako bi to zahtevalo da jedan polimerni lanac prođe kroz drugi, ili kroz sebe.
Sterne repulzije između raznih delova molekulskog sistema su od ključne važnosti za usmeravanje prelaznim metalima posredovanih transformacija i katalize. Sterni efekti mogu čak i da indukuju promenu mehanizma katalitičke reakcije.

## Literatura
- Ernest L. Eliel; Samuel H. Wilen (1994). Stereochemistry of Organic Compounds (1 изд.). Wiley, John & Sons, Incorporated. ISBN 978-0-471-01670-0.
- Ernest L. Eliel; Samuel H. Wilen; Michael P. Doyle (2001). Basic Organic Stereochemistry (1. изд.). Wiley-Interscience. ISBN 978-0-471-37499-2.
- Kurt Martin Mislow Kurt Mislow (15. 1. 2003). Introduction to Stereochemistry. Dover Publications. ISBN 978-0-486-42530-6.
- D. Nasipuri (1994). Stereochemistry of Organic Compounds: Principles and Applications (2. изд.). South Asia Books. ISBN 978-81-224-0570-5.
- Gait, Michael (1984). Oligonucleotide synthesis: a practical approach. Oxford: IRL Press. ISBN 978-0-904147-74-2.

## Spoljašnje veze
- Program za izračunavanje sternih veličina molekula